# سيدة أوكرانيا الأولى
سيدة أوكرانيا الأولى هو لقب غير رسمي مستخدم إلى زوجة رئيس الدولة الأوكرانية المستقلة وتشغله حاليا أولينا زيلينسكا زوجة الرئيس الأوكراني فولوديمير زيلينسكي منذ تنصيه رئيس عام 2019، تعتبر أولينا زيلينسكا أحد السيدة الأولى التي جسدت هذا الدور السياسي على غير العادة ما يشاركن السيدات الأوائل حصريًا في الشؤون السلمية، حيث ركزت السيدة زيلينسكا على قضايا تمكين المرأة ومحو الأمية والثقافة في أوكرانيا لكن الغزو الروسي لأوكرانيا 2022 دفعتها إلى دائرة الضوء على المسرح العالمي، الحياة التي لم تكن تريدها لعائلتها، لتلعب دورًا نشطًا غير مسبوق في الدفاع الإنساني والسياسي عن بلدها. أول زيارة مستقلة لسيدة أولى من دولة أجنبية إلى الولايات المتحدة كانت من قبل أولينا زيلينسكا. أيضًا أول زوجة لزعيم أجنبي تأتي بمفردها إلى وتتحدث أمام الكونغرس الأمريكي بمجلسيه النواب والشيوخ، فيما تحدث زوجها الرئيس الأوكراني إلى الكونغرس عبر رابط الفيديو في بداية الحرب ، لكن اتصالها العاطفي الشخصي بأعضاء الكونغرس كان بنفس الأهمية.
تعتبر ليودميلا كوتشما زوجة الرئيس الأوكراني الثاني ليونيد كوتشما الذي شغل المنصب من (1994-2005)، أطول السيدات الأول في أوكرانيا تشغل هذه اللقب، لها العديد من الأنشطة المجتمعية في أوكرانيا وخارجها، ونالت عن نشاطها عدة أوسمة منها حصل كوتشما على وسام دوق ليتوانيا غيديميناس الأكبر (1998) ووسام الأميرة أولغا من الدرجة الأولى (2010). حصلت على عدد من الجوائز الأخرى من المنظمات العامة الأوكرانية والأجنبية للأنشطة الخيرية.

## قائمة السيدات الأوائل لأوكرانيا
| # | الصورة | السيدة الأولى                                 | التعليم                                         | الميلاد       | الزواج      | الرئيس             | بداية الفترة | العمر عند بداية المدة | انتهت الفترة |
| - | ------ | --------------------------------------------- | ----------------------------------------------- | ------------- | ----------- | ------------------ | ------------ | --------------------- | ------------ |
| 1 |        | أنتونينا كرافتشوك (اسم الولادة Mishura)       | مؤهل علمي ‏ جامعة تاراس شفتشينكو الوطنية في كييف | 3 نوفمبر 1935 | 1957        | ليونيد كرافتشوك    | 1991         | 56 سنوات و32 أيام     | 1994         |
| 2 |        | ليودميلا كوتشما (اسم الولادة Talalayeva)      | هندسة ميكانيكية كلية فوتكينسك لبناء الآلات      | 19 يونيو 1940 | 1967        | ليونيد كوتشما      | 1994         | 54 سنوات و30 أيام     | 2005         |
| 3 |        | كاترينا يوشتشينكو (اسم الولادة Chumachenko)   | ماجستير إدارة الأعمال جامعة شيكاغو              | 1 سبتمبر 1961 | 1998        | فيكتور يوشتشينكو   | 2005         | 43 سنوات و144 أيام    | 2010         |
| 4 |        | ليودميلا يانوكوفيتش (اسم الولادة Nastenko)    | مهندس مدني معهد ماكيفكا للهندسة المدنية         | 9 أكتوبر 1949 | نوفمبر 1972 | فيكتور يانوكوفيتش  | 2010         | 60 سنوات و139 أيام    | 2014         |
| – |        | هانا تورتشينوفا (اسم الولادة Beliba)          | مؤهل علمي ‏ جامعة كييف الوطنية اللغوية           | 1 أبريل 1970  |             | ألكساندر تورتشينوف | 2014         | 43 سنوات و327 أيام    | 2014         |
| 5 |        | مارينا بوروشينكو (اسم الولادة Perevedentseva) | مؤهل علمي ‏ جامعة بوغوموليتس الطبية الوطنية      | 1 فبراير 1962 | 1984        | بترو بوروشنكو      | 2014         | 52 سنوات و126 أيام    | 2019         |
| 6 |        | أولينا زيلينسكا (اسم الولادة Kiyashko)        | كاتب سيناريو جامعة كريفي ريه الوطنية            | 6 فبراير 1978 | 2003        | فولوديمير زيلينسكي | 2019         | 41 سنوات و93 أيام     |              |

## قائمة زوجات قادة جمهورية أوكرانيا الشعبية
| # | الصورة | السيدة الأولى                                   | التعليم                            | الميلاد        | الزواج        | الرئيس              | بداية الفترة | العمر عند بداية المدة | انتهت الفترة |
| - | ------ | ----------------------------------------------- | ---------------------------------- | -------------- | ------------- | ------------------- | ------------ | --------------------- | ------------ |
| 1 |        | ماريا إيفانا هروشيفسكا (اسم الولادة Wojakiwska) | Lemberg Lyceum                     | 8 نوفمبر 1868  | مايو 1896     | ميخايلو هروشيفسكي   | 1917         | 48 سنوات و119 أيام    | 1918         |
| 2 |        | أولكسندر سكوروبادسكا (اسم الولادة Durnovo)      |                                    | 23 مايو 1878   | 11 يناير 1898 | بافلو سكوروبادسكي   | 1918         | 39 سنوات و341 أيام    | 1918         |
| 3 |        | روزاليا فينيشينكو (اسم الولادة Lifshitz)        | طبيب جامعة باريس                   | 26 يوليو 1886  | 28 مارس 1911  | فولوديمير فينيشينكو | 1918         | 32 سنوات و141 أيام    | 1919         |
| 4 |        | أولها بتليورا (اسم الولادة Bilska)              | Pryluky Gymnasium                  | 23 ديسمبر 1885 | 1910          | سيمون بتليورا       | 1919         | 33 سنوات و52 أيام     | 1926         |
| 5 |        | ماريا ليفيتسكا (اسم الولادة Tkachenko)          | Kyiv Gymnasium                     | 9 أبريل 1879   | 1901          | أندري ليفيتسكي      | 1926         | 47 سنوات و46 أيام     | 1954         |
| 6 |        | ميلانيا فيتفيتسكا (اسم الولادة Stelmakh)        | Drohobych Gymnasium                | 31 ديسمبر 1887 | 1910          | ستيفن فيتفيتسكي     | 1954         | 66 سنوات و18 أيام     | 1963         |
| 7 |        | هيلغا ليفيتسكا (اسم الولادة Weinzierl)          |                                    |                |               | ميكولا ليفيتسكي     | 1967         |                       | 1989         |
| 8 |        | ياروسلافا بلافيوك (اسم الولادة Boyko)           | الجمنازيوم الأوكراني في بيرتشسغادن | 24 مارس 1926   | يونيو 1948    | ميكولا بلافيوك      | 1989         |                       | 1992         |

## قائمة زوجات السكرتير الأول للحزب الشيوعي الأوكراني
- 1918-1918 يفغينيا بوش (متزوج من جورجي بياتاكوف)
- 1918-1918 إيمانويل كفيرينغ (متزوج من سيرافيما هوبنر)
- 1918-1919 سيرافيما هوبنر (متزوجة من إيمانويل كفيرينغ)
- 1919-1919 يفغينيا بوش (متزوج من جورجي بياتاكوف)
- 1919-1919 يليزافيتا كوسيور (متزوجة من ستانيسلاف كوسيور)
- 1920–1920 زوجة نيكولاي بيشتشتفيرتنوي
- 1920-1921 بولينا زيمشوزينا (متزوجة من فياتشيسلاف مولوتوف)
- 1921-1923 صوفيا ليبيديفا (متزوجة من دميترو مانويلسكي)
- 1923-1925 يفدوكيا جوروفا (متزوج من إيمانويل كفيرينغ)
- 1925-1928 ماريا كاجانوفيتش (متزوجة من لازار كاجانوفيتش)
- 1928-1938 يليزافيتا كوسيور (متزوجة من ستانيسلاف كوسيور)
- 1938-1947  نينا كوخارتشوك (متزوج من نيكيتا خروتشوف)
- 1947-1947 ماريا كاجانوفيتش (متزوجة من لازار كاجانوفيتش)
- 1947-1949  نينا كوخارتشوك (متزوج من نيكيتا خروتشوف)
- 1949–1953 آنا ميلنيكوفا (متزوجة من ليونيد ميلنيكوف)
- 1953-1957 يفدوكيا كيريشنكو (متزوج من أليكسي كيريشينكو)
- 1957-1963 أولينا نازاروفا (متزوجة من نيكولاي بودجورني)
- 1963-1972 إيرايدا موزغوفايا (متزوجة من بيتر شيلست)
- 1972-1989 أريادنا جيرومسكايا (متزوجة من فلاديمير ششيربيتسكي)
- 1989-1990 ليودميلا روزانوفا (متزوجة من فلاديمير إيفاشكو)
- 1990-1991 ليودميلا (متزوج من ستانيسلاف هورينكو)

## قائمة زوجات هيتمان زابوريزهيان
- 1648–1651 هيلينا تشابلينسكا (متزوج من بوهدان خميلينتسكي
- 1651–1657 هانا زولوتورينكو (متزوج من بوهدان خميلنيتسكي)
- 1657–1659 هيلينا ستيتكيفيتش (متزوج من إيفان فيهوفسكي (إيوان ويهوسكي))
- 1663–1665 كاترينا خميلنيتسكا (متزوجة من بافلو تيتريا)
- 1663–1668 داريا دولغوروكوفا (متزوجة من إيفان بريوخوفيتسكي)
- 1665–1669 إفروسينيا يانينكو-خميلنيتسكا (متزوج من بيترو دوروشينكو)
- 1669–1672 أناستازيا إناتوفيتش (متزوجة من دميان منوهريشني)
- 1672–1687 ماريا هولوب باهاتا (متزوجة من إيفان سامويلوفيتش)
- 1683–1684  أولينا كونيتسكا (متزوج من ستيفان كونيكي)
- 1681–1684 أناستاسيا دابيزها (متزوج من جورج دوكاس)
- 1687-1708 هانا بولوفيتس (متزوج من إيفان مازيبا)
- 1708-1722 أناستازيا ماركوفيتش (متزوج من إيفان سكوروبادسكي)
- 1708-1742 حنا هيرسيك (متزوج من بيليب أورليك)
- 1722-1724 هانا لازاريفيتش (متزوج من بافلو بولوبوتوك)
- 1727-1734 يوليانا إسكريتسكا (متزوج من دانيلو أبوستول)
- 1750-1764 يكاترينا ناريشكينا (متزوج من كيريل رازوموفسكي)